# Golden Arrow

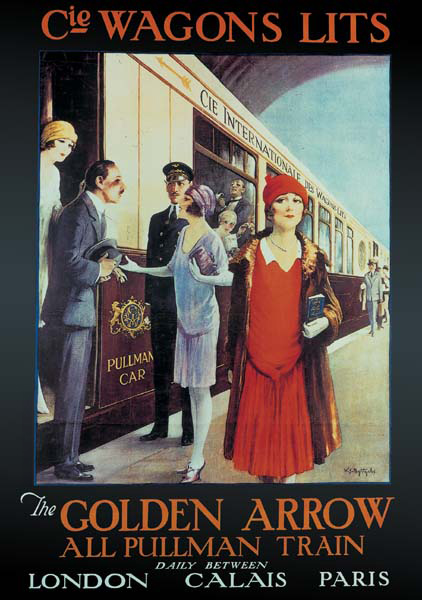
Werbeplakat der CIWL für den Golden Arrow

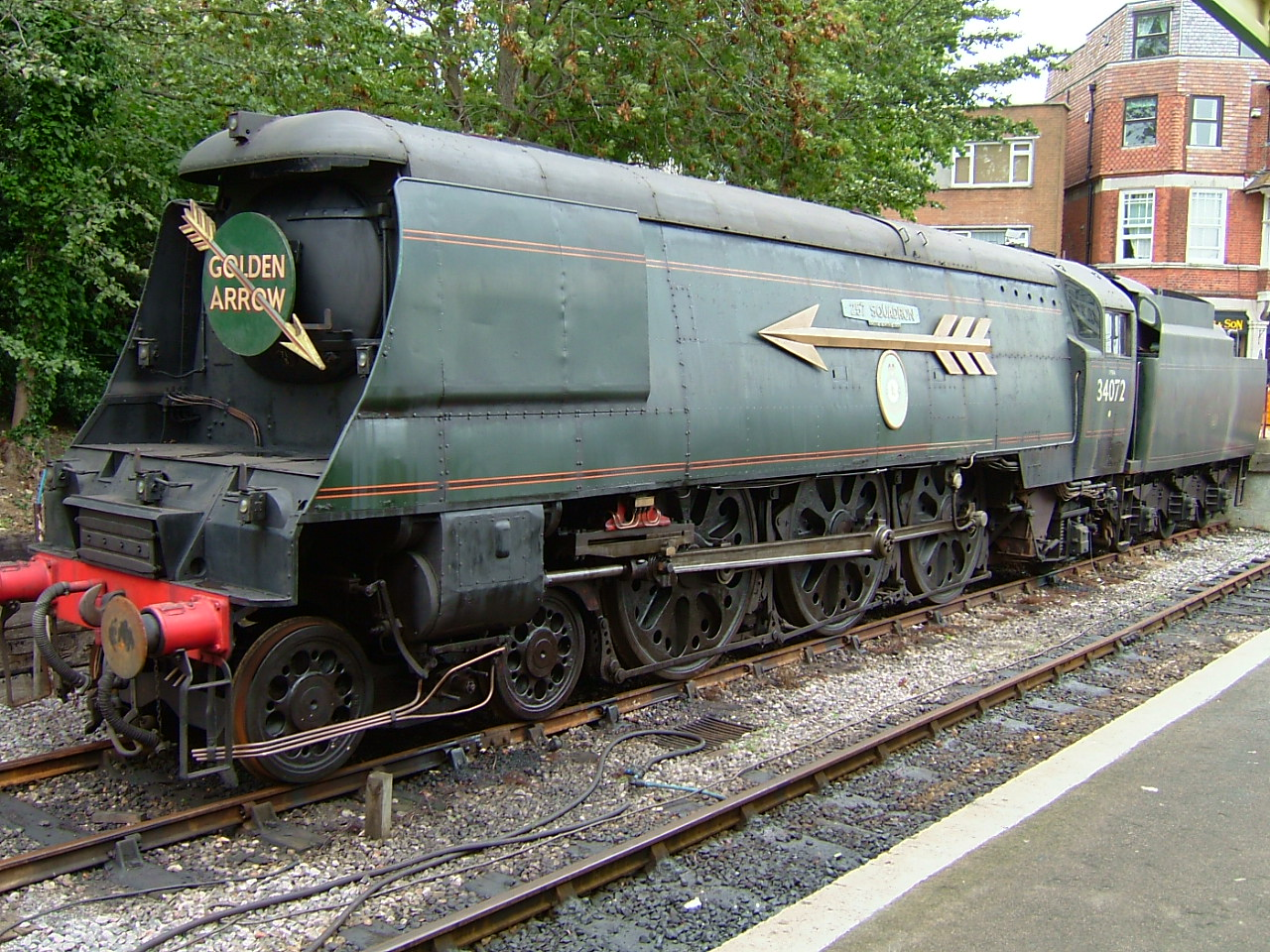
Dampflokomotive der Battle of Britain Class in der Aufmachung für den Golden Arrow

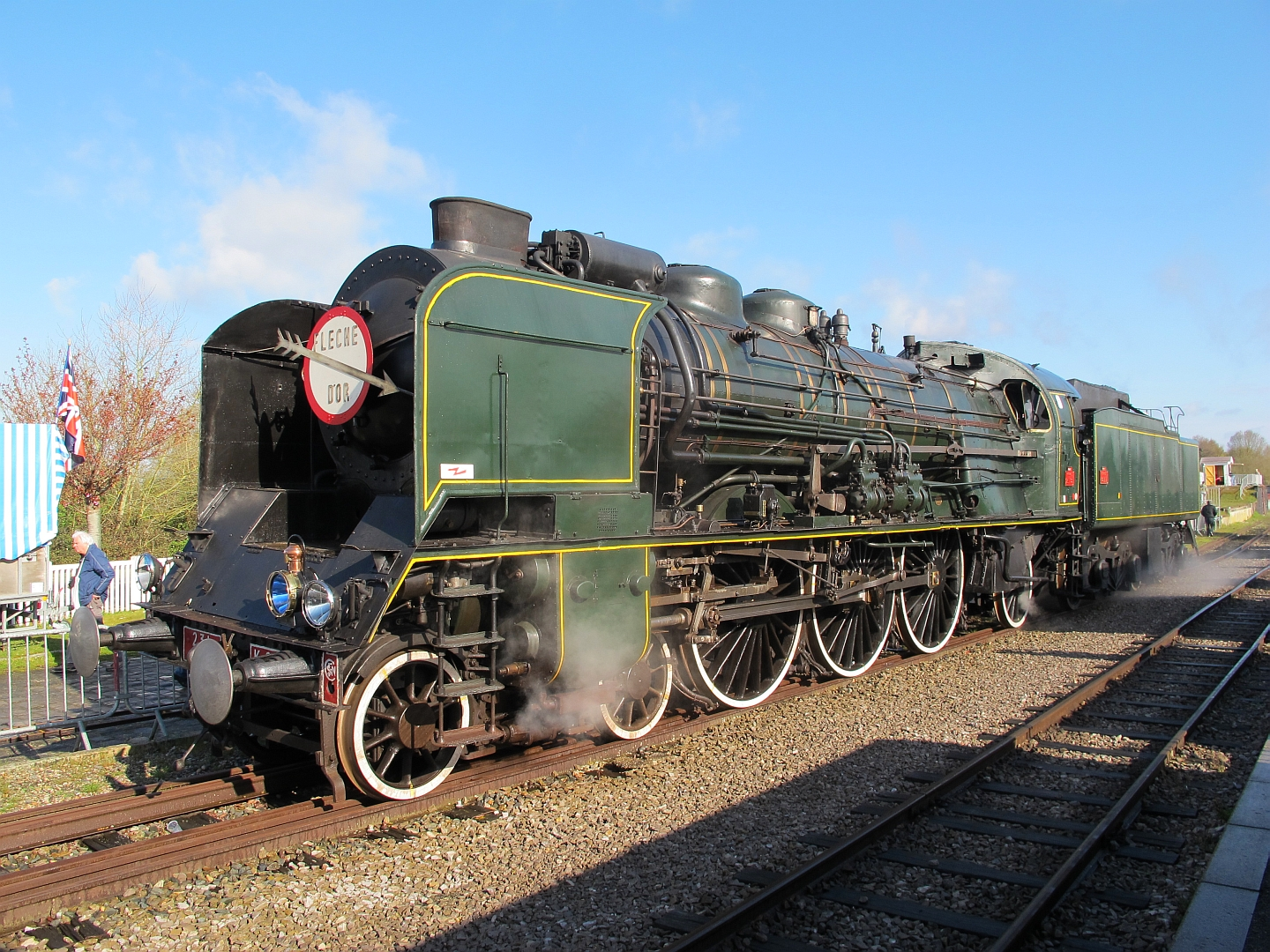
Lokomotive der Reihe 231 K der SNCF, wie sie bis 1969 vor dem Flèche d’Or zum Einsatz kam.

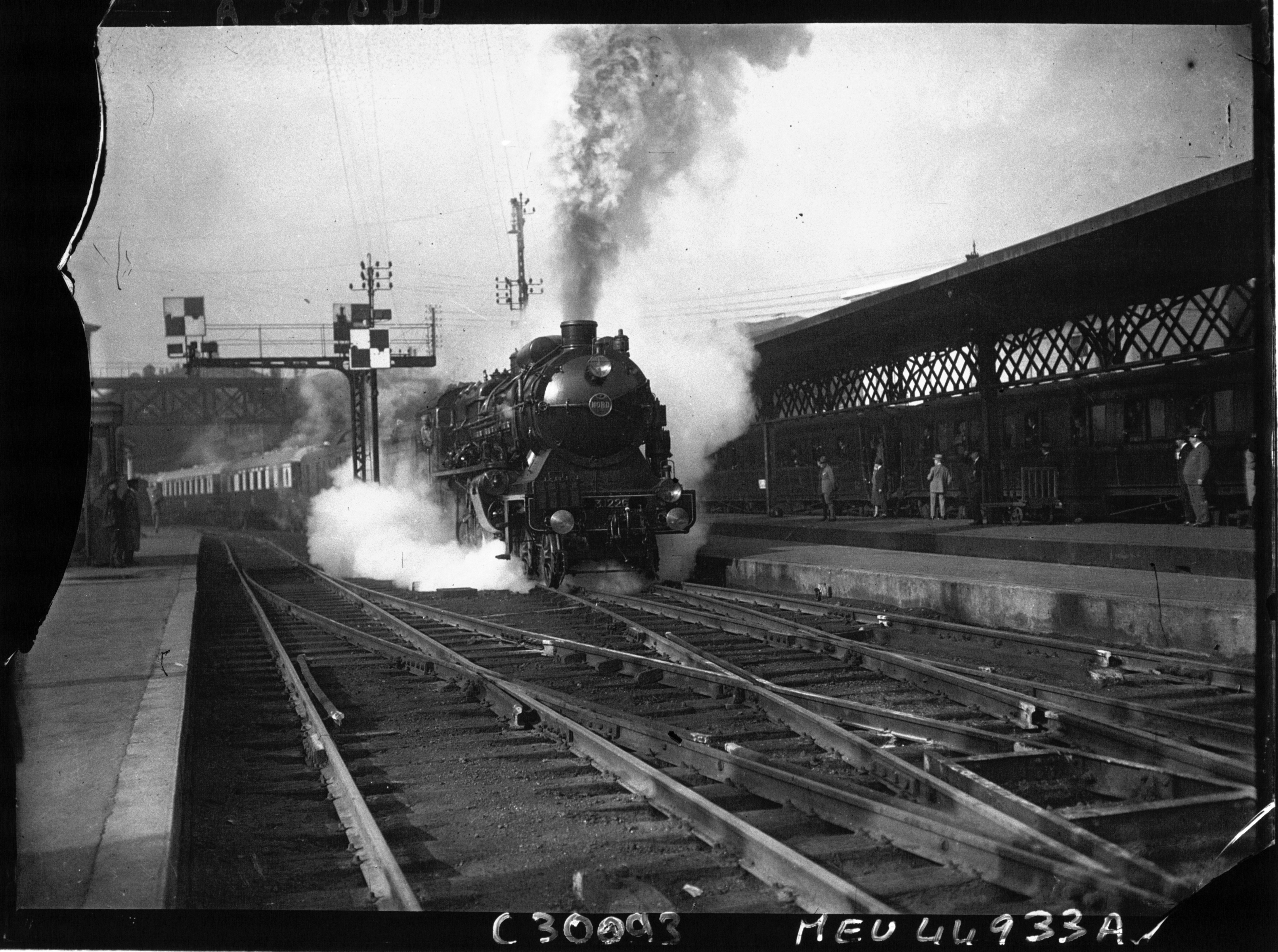
Einfahrt des Flèche d’Or in den Pariser Gare du Nord, 1927

Der Golden Arrow bzw. der Flèche d’Or war eine Verbindung mit Luxuszügen und Kanalfähre zwischen London und Paris. Dabei war jeweils in den Kanalhäfen am Ärmelkanal ein Wechsel zwischen Zug und Fähre erforderlich.

## Geschichte
Der Flèche d’Or ging auf dem Streckennetz der Compagnie des chemins de fer du Nord bereits 1926 als reiner Erste-Klasse-Pullmanzug zwischen Paris und Calais in Betrieb. Betreiber war die Compagnie Internationale des Wagons-Lits, nach dem Zweiten Weltkrieg übernahm die SNCF den auf ihrem Streckennetz verkehrenden Zug auch in ihre wirtschaftliche Verantwortung. Auf englischer Seite wurde seit 1929 zunächst von der Southern Railway und ab 1948 von der British Railways der „Golden Arrow“ betrieben. Zwischen Calais und Dover mussten die Fahrgäste auf die ebenfalls ausschließlich die erste Klasse führende Fähre Canterbury umsteigen.
Der Zug bestand gewöhnlich aus 10 bis 12 Pullmanwagen und benötigte von London nach Dover 98 Minuten. Bereits 1931 erzwangen die Kräfte des Marktes – nicht zuletzt der aufkommende Luftverkehr, der die angepeilte zahlungskräftige Klientel abzog – ein verändertes Konzept: Der Zug führte nun auf englischer Seite auch gewöhnliche Wagen erster und dritter Klasse. Die Fähre wurde entsprechend angepasst.
Bedingt durch den Zweiten Weltkrieg war die Verbindung zwischen September 1939 bis zum 15. April 1946 unterbrochen. Dann wurde der Zug mit dem alten Wagenpark weiter betrieben, bis dieser 1951 durch neue Pullmanwagen ersetzt werden konnte, die zwar bereits 1938 bestellt worden waren, deren Auslieferung sich aber kriegsbedingt verzögerte.
1961 wurde die Traktion auf britischer Seite auf elektrischen Betrieb umgestellt. In Frankreich dagegen wurde der Zug bis 1969 zwischen Calais und Amiens noch dampflokbespannt gefahren. Dabei kamen Pacific-Lokomotiven der Reihe 231 K zum Einsatz. Der Flèche d’Or war damit in Westeuropa der letzte reine 1.-Klasse-Zug, den planmäßig eine Dampflokomotive zog.
1972 fiel der Service der sinkenden Nachfrage nach einer Eisenbahnverbindung der gehobenen Klasse zum Opfer und wurde zum 30. September eingestellt. Die mit dem Angebot angesprochene Klientel war zum Flugverkehr gewechselt.

## Musealer Erhalt
Auf der Bluebell Railway in Sussex wird ein dem Zug nachempfundener Museumsverkehr angeboten. Am 6. Mai 1994 wurde der Zug anlässlich der Eröffnung des Kanaltunnels mit historischen Fahrzeugen einmalig „wiederbelebt“.

## Film
- Goden Arrow. Werbefilm. Großbritannien 1930. 35mm-Stummfilm.[2]